# 中華民國交通部郵政總局
交通部郵政總局是過往中華民國郵政事業的專責機構，隸屬於交通部。1912年1月1日以「中華民國郵政總局」成立，1927年11月1日北伐統一後再整編為交通部郵政總局，前身為清代的大清郵政總局。由於第二次國共內戰到中國大陸淪陷後，一部份郵政總局人員在1949年隨中華民國政府遷往台灣。2002年7月《郵政法》修法，隔年郵政總局公司化，改制為中華郵政公司。
另一方面，中華人民共和國在1949年成立後，接收原先中華民國交通部郵政總局留在中國大陸的組織成立郵電部，後演變為今日的中國郵政。

## 歷史

### 中國大陸時期
1912年1月1日，中華民國成立，大清郵政總局同時更名為「中華民國郵政總局」:411，並啟用「中華民國郵政」作為早期的郵票銘記。郵政總局的建制不變，但改隸新成立之交通部管轄；但邮政系统事务实际继续由外国人主持，未受北洋政府實際管理和運營。
1914年3月1日，中華民國郵政總局代表「中華民國」加入萬國郵政聯盟:44。1919年，郵政儲金業務在上海開辦。1920年3月15日，郵政儲金匯業總局成立，設址於上海福州路5號，由劉書蕃任「总辦」（後改稱「局長」）。
1927年11月1日，在國民政府主導下，交通部郵政總局於南京成立，並任命時任北京的郵政總局的總辦鐵士蘭為總辦:416，內部先後設有「八處二室一委會」，下轄各區郵政管理局、辦事處等，以管理全國郵政事務為主要職責。1928年，南北兩總局在上海簽訂共管全國郵政條款。1929年6月12日，交通部郵政總局密令鐵士蘭結束北京總局局務，準備南遷；之後國民政府克復北京，交通部郵政總局即裁撤北京總局，人員、文件均南遷，全國郵政統一。:418
1932年满洲国成立后，在交通部内设邮务司。1932年7月23日，中华民国交通部宣布停办东北地区邮政业务；7月25日，奉天、吉黑两邮政管理局奉邮政总局命令，全体邮政员工撤入关内。7月26日，满洲国交通部接管在东四省的中华邮政，并且发行“满洲国邮政邮票”，面值以中银券计算。至此，中华邮政结束了在东北地区的邮政业务，直至1945年日本投降。
1935年，國民政府制定公布《郵政法》，郵儲總局改制為「郵政儲金匯業局」，隸屬於交通部郵政總局，並同時開辦簡易人壽保險業務。
1937年中國抗日戰爭爆發，7月18日郵政總局命令各局不得内撤:84。沦陷区的邮政仍然接受中华民国交通部邮政总局的领导，沿用中华民国邮政发行的邮票。邮票也由中华民国交通部邮政总局上海供应处供应。重慶國民政府在國際通郵樞紐上海設郵政總局上海辦事處，代表重慶指導上海、江蘇、浙江、安徽郵政運作。1937年12月在北平成立“中华民国临时政府”，1938年8月成立“中华民国临时政府邮政总局”。1940年3月，分别改称“华北政务委员会”和“华北邮政总局”。1938年3月“中国联合准备银行”在北平成立后，由于华北和上海的币值不同，中华邮政在经济上蒙受了巨大损失，为防止其他地区邮票的流入和利用邮票套汇，1940年下半年起中华民国邮政总局上海供应处即在供应华北的邮票上加盖“限冀省贴用”、“限鲁省贴用”等字样，发往华北地区，定于1941年发行，“华北邮政总局”拒绝出售这种加盖邮票。1941年起另由“华北政务委员会”印刷局仿照印制中华邮政邮票，并利用库存的邮票加盖华北各邮区（地区）名称行用，面值以“联银券”币制计算；1942年起发行加盖“华北”字样邮票和改值邮票等。
1938年4月蒙疆联合委员会成立“蒙疆邮电总局”，初期沿用中华邮政邮票，由“华北邮政”供应；1941年曾用中华邮政邮票和华北邮政邮票加盖“蒙疆”字样原值和改值邮票。1943年发行“蒙疆邮票”。
1938年3月27日，在南京成立“中华民国维新政府”。1940年3月30日，成立汪精卫政府。1943年7月，南京伪邮政总局接管了中华民国邮政总局驻沪办事处，用中华民国邮政的名义发行邮票，以中储券计值；后发行中储券面值邮票。
1938年10月21日，日军占领广州市，随后又占领广东部分沿海城市。1938年12月下旬成立伪“广东省政府”，仍然沿用中华邮政邮票，但按日本军用邮票折半出售。1942年“广东省政府”强制以中储券为法定货币，由于伪政府故意压低法币与中储券的比率，以至套购邮票牟利，使邮政部门受到严重损失。1942年6月13日，广东省邮政管理局发行加盖“粤区特用”字样邮票。1943年3月“南京邮政总局”接收广东邮政，直至抗战胜利为止。
1938年，日本佔領當局和傀儡政府逐漸開始控制郵政，但一些地區郵政機構維持與重慶的聯絡達5－6年之久，例如上海郵政局直到1943年才被日偽控制。雖受日偽干預控制，淪陷區郵政機構仍通過密函渠道繼續與重慶在重大事務方面保持聯絡。1945年戰爭結束，中華郵政恢復管理各淪陷區郵政。
抗战胜利后，中华邮政总局于1945年11月17日接管了满洲国邮政，成立“邮总驻长春办事处”，下辖辽宁、锦州、吉林、牡丹江等邮区。并于1946年2月开始发行东北贴用的邮票。
1946年5月5日，交通部成立臺灣郵電管理局，隸屬交通部郵政總局與交通部電信總局。
1949年4月1日，奉交通部核准，臺灣郵電管理局分拆為臺灣郵政管理局與臺灣電信管理局。
1949年「中華民國郵政」郵票銘記改为「中華郵政」，同年郵政總局及郵政儲金匯業局自大陸遷臺。邮政总局留在大陆的业务，在新中国成立后被中央人民政府接收并组建为中央人民政府邮电部，后改制为中华人民共和国邮电部。

### 台灣時期
1980年9月1日，交通部郵政總局因應業務發展及加強經營管理需要，將轄屬臺灣郵政管理局改制為臺灣北區、臺灣中區、臺灣南區郵政管理局。
2002年7月10日，總統令，修正公布《郵政法》。2003年1月1日，《郵政法》修正條文施行，交通部郵政總局正式改制成立由交通部持股之國營公司「中華郵政股份有限公司」。

## 歷任局長
- 王叔朋
- 汪承運
- 陳瓊玲
- 鄭文政
- 許介圭
- 簡爾康
- 王述調
- 劉承漢（副局長代理）

## 郵政區域劃分
1914年，郵政總局實施「郵區」制度，將全國劃分為21個郵區，各郵區設置「郵政管理局」作為最高主管機關，郵區之下再設各級郵局。
中華民國政府遷台前
1945年中國抗日戰爭勝利後，郵政總局將全國重劃為27個郵區：

| - 上海郵區 - 江蘇郵區 - 安徽郵區 - 浙江郵區 - 江西郵區 - 湖北郵區 - 湖南郵區 - 東川郵區（管轄四川省東部之郵政） - 西川郵區（管轄四川省西部之郵政） | - 北平郵區 - 河北郵區（原稱直隸郵區） - 河南郵區 - 山東郵區 - 山西郵區 - 陝西郵區 - 甘寧青郵區（原稱甘肅郵區；管轄甘肅省、寧夏省、青海省之郵政） - 福建郵區 - 廣東郵區 | - 廣西郵區 - 雲南郵區 - 貴州郵區 - 新疆郵區 - 遼寧郵區 - 吉林郵區 - 黑龍江郵區 - 錦州郵區 - 臺灣郵區 |

中華民國政府遷台後
1949年中華民國政府播遷台灣後，全國僅餘福建和台灣2個郵區，遷臺后的福建郵區存在時間很短大約在1955年前后遭到撤銷（與臺灣郵區合并）。由於台灣的郵政業務日漸龐大，郵政總局於1980年9月1日將台灣郵區分割為台灣北區、台灣中區、台灣南區等3個郵區，各設置一個郵政管理局，直至郵政總局公司化為止。
- 臺灣北區郵政管理局（局址位於今臺北郵局）：下轄臺北市、臺北縣、基隆市、桃園縣、金馬地區與軍郵局所
- 臺灣中區郵政管理局（局址位於今臺中民權路郵局）：下轄新竹縣、新竹市[註 2]、苗栗縣、臺中市、臺中縣、彰化縣、南投縣、雲林縣、嘉義縣、嘉義市[註 2]、宜蘭縣、花蓮縣與臺東縣
- 臺灣南區郵政管理局（局址位於今高雄新興郵局）：下轄台南市、台南縣、高雄市、高雄縣、屏東縣與澎湖縣